# Alexander Beliaev
Alexander Beliaev, em cirílico Алекса́ндр Рома́нович Беля́ев, (1884–1942) foi um escritor russo de ficção científica.